# René Devos
Pour les articles homonymes, voir Vos et De Vos.
René Devos ou De Vos est un footballeur international belge né le 26 juillet 1921 à Borsbeek et mort le 21 janvier 2005 à Anvers.
Il a évolué comme milieu de terrain au Royal Beerschot AC dans les années 1940 et 1950.
Membre des Diables Rouges en 1945 et 1946, il participe à 6 rencontres. 
Après sa carrière de joueur, il a entraîné le Beerschot de 1957 à 1960.

## Palmarès
- International en 1945 et 1946 (6 sélections)
- Premier match international : Belgique-France, 2-1, le 15 décembre 1945 (match amical)